# الدفاع رجلا لرجل

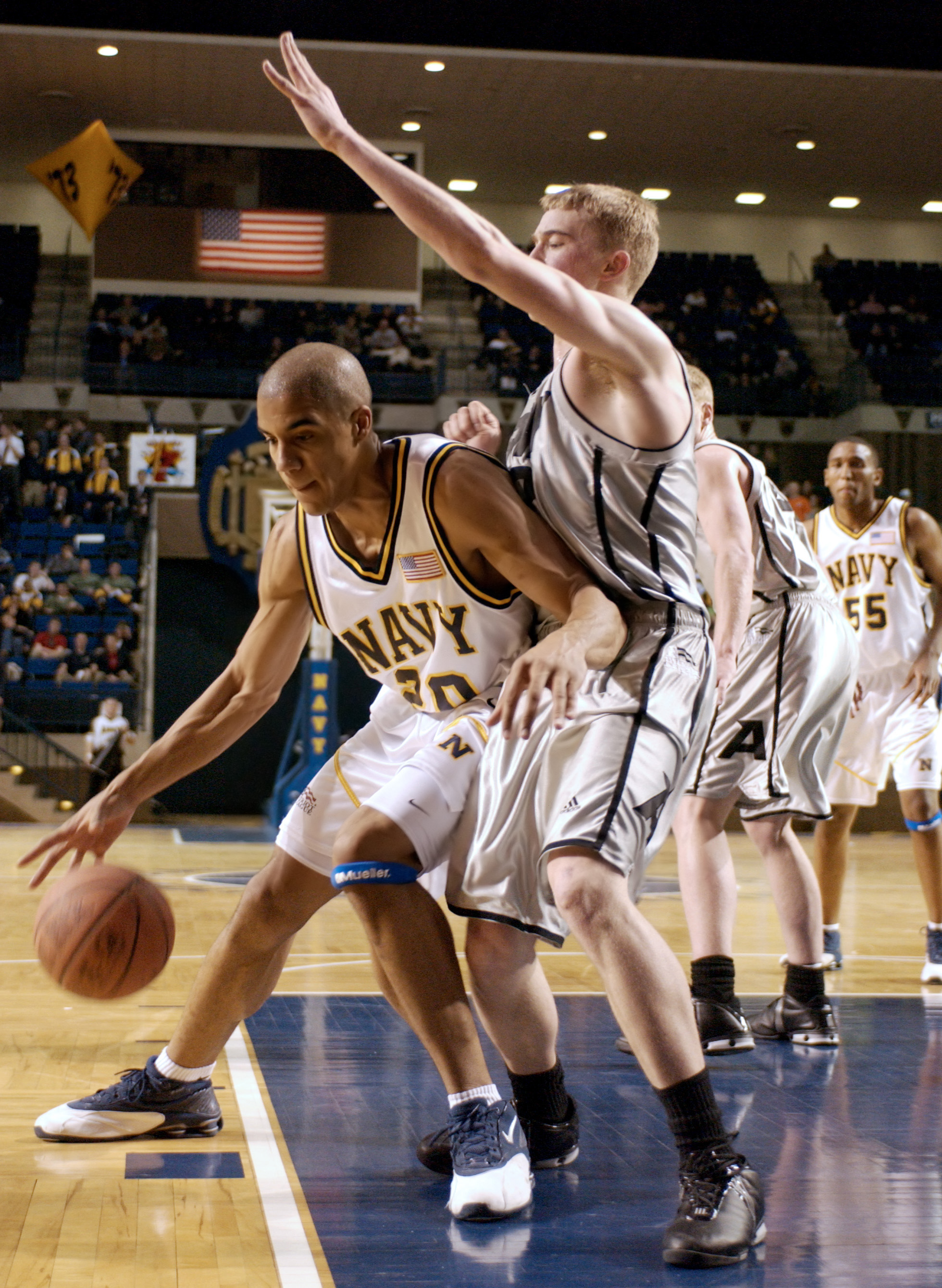
الدفاع رجلًا لرجل في كرة السلة

الدفاع رجلًا لرجل هو نوع من أساليب الدفاع المستخدمة في الرياضات الجماعية مثل كرة القدم الأمريكية وكرة القدم وكرة السلة وكرة الشبكة، حيث يثعين كل لاعب لدفاع لاعب واحد خصم ومتابعة تحركاته. ففي كثير من الأحيان يحرس اللاعب نظيره (على سبيل المثال مركز حراسة لاعب الوسط)، ولكن قد يُعين لاعب لحراسة موقع مختلف.